# Корни (Марамуреш)
Корни (рум. Corni) насеље је у Румунији у округу Марамуреш у општини Биказ. Oпштина се налази на надморској висини од 216 m.

## Становништво
Према подацима из 2002. године у насељу је живело 396 становника, од којих су сви румунске националности.